# Es war einmal … der Weltraum
Es war einmal … der Weltraum (französisch Il était une fois… l’Espace) ist eine französische Zeichentrickserie, die 1982 entstand und zu einer Reihe von Serien mit dem Titel Es war einmal … gehört.

## Inhalt
Anders als bei den anderen Serien werden rein fiktive Inhalte behandelt, die nur oberflächliches Wissen über den Weltraum zeigen. Es geht um die mögliche Weiterentwicklung der Menschheit in der Zukunft. Im Gegensatz zu den anderen Serien gibt es mehrere episodenübergreifende Handlungsbögen und die Figuren sehen sich nicht nur ähnlich, sondern treten tatsächlich mehrfach auf. Es werden typische Science-Fiction-Elemente wie Roboter, übernatürliche Kräfte, Generationenschiffe, interstellare Konflikte sowie Weltraumschlachten thematisiert.
In der über 1000 Jahre entfernten Zukunft haben die Bewohner der Erde den Weltraum erobert. Der Planet Omega, eine menschliche Kolonie, ist Sitz des interstellaren Staatenbundes, einer Institution, die der friedlichen Koexistenz der raumfahrenden Rassen der Galaxis dienen soll. Doch der niederträchtige General Dicknase, Herrscher über das Cassiopeia-System, hat eigene Pläne. Er will den Staatenbund unterwerfen und sich zum Herrscher über die Galaxis aufschwingen. Dafür rüstet er, zunächst für die Raumpolizei von Omega verborgen, mithilfe einer unbekannten Macht seine Flotte auf und schwächt den Staatenbund durch eine Reihe von Sabotageakten. Mit dem Austritt Cassiopeias wird Dicknases Haltung zunehmend aggressiver, und seine anfänglichen Provokationen münden in offener Feindseligkeit.
Währenddessen finden die Protagonisten der Serie, der junge Raumpilot Pierrot, die Telepathin Psi und der Roboter Metro während ihrer Besuche auf verschiedenen Planeten heraus, wer Dicknases übermächtiger Verbündeter ist: ein mächtiger Computer, einst von einem Wissenschaftler geschaffen, die Menschheit zu beschützen, hat beschlossen, die Völker der Galaxis zu unterwerfen, damit von diesen nie wieder Krieg und Gewalt ausgeht. Es stellt sich heraus, dass alle Vorfälle im Laufe der Serie dem Großen Computer nur dazu dienten, alles über die Menschen herauszufinden und die eigenen Fähigkeiten zu testen. Mithilfe der Waffen von Cassiopeia sollen nun alle Völker, angefangen mit Cassiopeia selbst, unterworfen werden, notfalls unter Einsatz der Planetenvernichter. Bevor es zur entscheidenden Endschlacht zwischen dem Staatenbund und dem Großen Computer kommt, greift eine bisher unbekannte transzendente Macht in den Konflikt ein und vernichtet die Roboterflotte.

## Episodenliste
| Nr. | Deutscher Titel              | Originaltitel               |
| --- | ---------------------------- | --------------------------- |
| 1   | Der Planet Omega             | La planète Omega            |
| 2   | Die Saurier                  | Les sauriens                |
| 3   | Der grüne Planet             | La planète verte            |
| 4   | Was ist los auf Andromeda?   | Du côté d’Andromède         |
| 5   | Reise in die Vergangenheit   | Les cro-magnons             |
| 6   | Aufstand der Roboter         | La révolte des robots       |
| 7   | Ein Planet namens Mytho      | La planète Mytho            |
| 8   | Die lange Reise              | Le long voyage              |
| 9   | Gefangen auf Kassiopeia      | À Cassiopée                 |
| 10  | In geheimer Mission          | La planète déchiquetée      |
| 11  | Verschollen im Weltall       | Les naufragés de l’espace   |
| 12  | Auf der Suche nach dem Leben | Les géants                  |
| 13  | Die Götter kamen vom Himmel  | Les Incas                   |
| 14  | Im Land der Dinosaurier      | Chez les dinosaures         |
| 15  | Die Ringe des Saturn         | Les anneaux de Saturne      |
| 16  | Erde in Gefahr               | L’imparable menace          |
| 17  | Der blaue Planet             | Terre!                      |
| 18  | Die versunkene Stadt         | L’Atlantide                 |
| 19  | Rückkehr mit Hindernissen    | L’étrange retour vers Omega |
| 20  | Die Rache der Roboter        | La revanche des robots      |
| 21  | Bruchlandung                 | Les humanoïdes              |
| 22  | Gefangen auf Apis            | Un monde hostile            |
| 23  | Auf nach Yama                | Cité en vol                 |
| 24  | Der große Computer           | Le grand ordinateur         |
| 25  | Der Kampf der Titanen        | Combat de titans            |
| 26  | Die Entscheidung             | L’infini de l’espace        |

## Produktion und Veröffentlichung
Die Serie wurde produziert vom französischen Studio Procidis unter der Leitung von Albert Barillé sowie von Eiken in Japan und Crustel in Argentinien. Die Musik komponierte Michel Legrand. Die Ausstrahlungen geschahen wie folgt. Auf Deutsch ist inzwischen eine Komplettbox der Serie erhältlich.
| Land                       | Ausstrahlung                               |
| -------------------------- | ------------------------------------------ |
| Frankreich                 | FR3, ARTE                                  |
| Finnland                   | MTV3                                       |
| Australien                 | SBS                                        |
| Kanada                     | CBC Television, Télévision de Radio-Canada |
| Italien                    | RAI                                        |
| Spanien                    | Televisión Española (TVE)                  |
| Niederlande                | Katholieke Radio Omroep (KRO)              |
| Schweiz                    | SSR (Französisch)                          |
| Belgien                    | RTBF, BRT                                  |
| Japan                      | Fuji TV                                    |
| Griechenland               | ERT TV                                     |
| Norwegen                   | NRK, Norsk Rikskringkasting                |
| Bundesrepublik Deutschland | WDR, SWF, ARTE                             |
| Österreich                 | ORF                                        |
| Schweden                   | SVT                                        |
| Portugal                   | RTP                                        |
| Irland                     | RTÉ                                        |
| Island                     | Sjónvarpið (RÚV)                           |
| Vereinigtes Königreich     | Channel 4                                  |
| Polen                      | Telewizja Polska (TVP), TV Puls            |
| Südafrika                  | SABC                                       |
| Taiwan                     | Taiwan Television (TTV)                    |
| Ungarn                     | Minimax                                    |

## Synchronisation
Die Synchronisation erfolgte durch Legard Synchron Berlin. Dialogbuch und -regie führte Michael Richter.
| Rolle     | französischer Sprecher | deutscher Sprecher     |
| --------- | ---------------------- | ---------------------- |
| Maestro   | Roger Carel            | Hans-Werner Bussinger  |
| Metro     | Roger Carel            | Georg Tryphon          |
| Erzähler  | Roger Carel            | Josef Meinrad          |
| Pierrot   | Vincent Ropion         | Frank Schröder         |
| Psi       | Annie Balestra         | Dorette Hugo           |
| Pierre    | Roger Carel            | Hans-Jürgen Dittberner |
| Pierrette | Annie Balestra         | Franziska Pigulla      |
| Le Gros   | Alain Dorval           | Tilo Schmitz           |